# Tiirimetsa
Tiirimetsa (Duits: Tirimetz) is een plaats in de Estlandse gemeente Saaremaa, provincie Saaremaa. De plaats heeft de status van dorp (Estisch: küla) en telt 50 inwoners (2021).
Tot in oktober 2017 behoorde Tiirimetsa tot de gemeente Salme en sindsdien tot de fusiegemeente Saaremaa.
De plaats bestaat uit een noordelijk en een zuidelijk deel, gescheiden door het grondgebied van de plaatsen Metsalõuka en Lassi. Het zuidelijke deel, dat vroeger Uusküla heette, ligt aan de zuidwestkust van het eiland Saaremaa.

## Geschiedenis
Het landgoed Tiirimetsa werd voor het eerst genoemd in 1645 onder de naam Tyremetz. Een dorp met dezelfde naam lag 2 km ten noorden van het landgoed. In de jaren twintig van de 20e eeuw ontstond op het landgoed de nederzetting Uusküla, die in 1945 ook de status van dorp kreeg.
In 1977 werden de buurdorpen Lassi, Metsalõuka, Möldri en Uusküla bij Tiirimetsa gevoegd. In 1997 werden Lassi, Metsalõuka en Möldri weer afzonderlijke dorpen. Uusküla bleef bij Tiirimetsa.
In 1873 kreeg Tiirimetsa een Russisch-orthodoxe kerk, ontworpen door de architect Heinrich Carl Scheel, de Kerk van de Geboorte van Christus (Estisch: Kristuse Sündimise kirik). De kerk werd tijdens de Tweede Wereldoorlog geplunderd en gedeeltelijk vernield en is in 1944 gesloten. In de jaren daarop werd de kerk steeds meer een ruïne. In 2016 begonnen vrijwilligers met werkzaamheden om verder verval te stoppen.
Sinds 1935 heeft Tiirimetsa een luthers gebedshuis, het Tiirimetsa palvemaja. Het houten gebouw staat op de monumentenlijst.

## Foto's

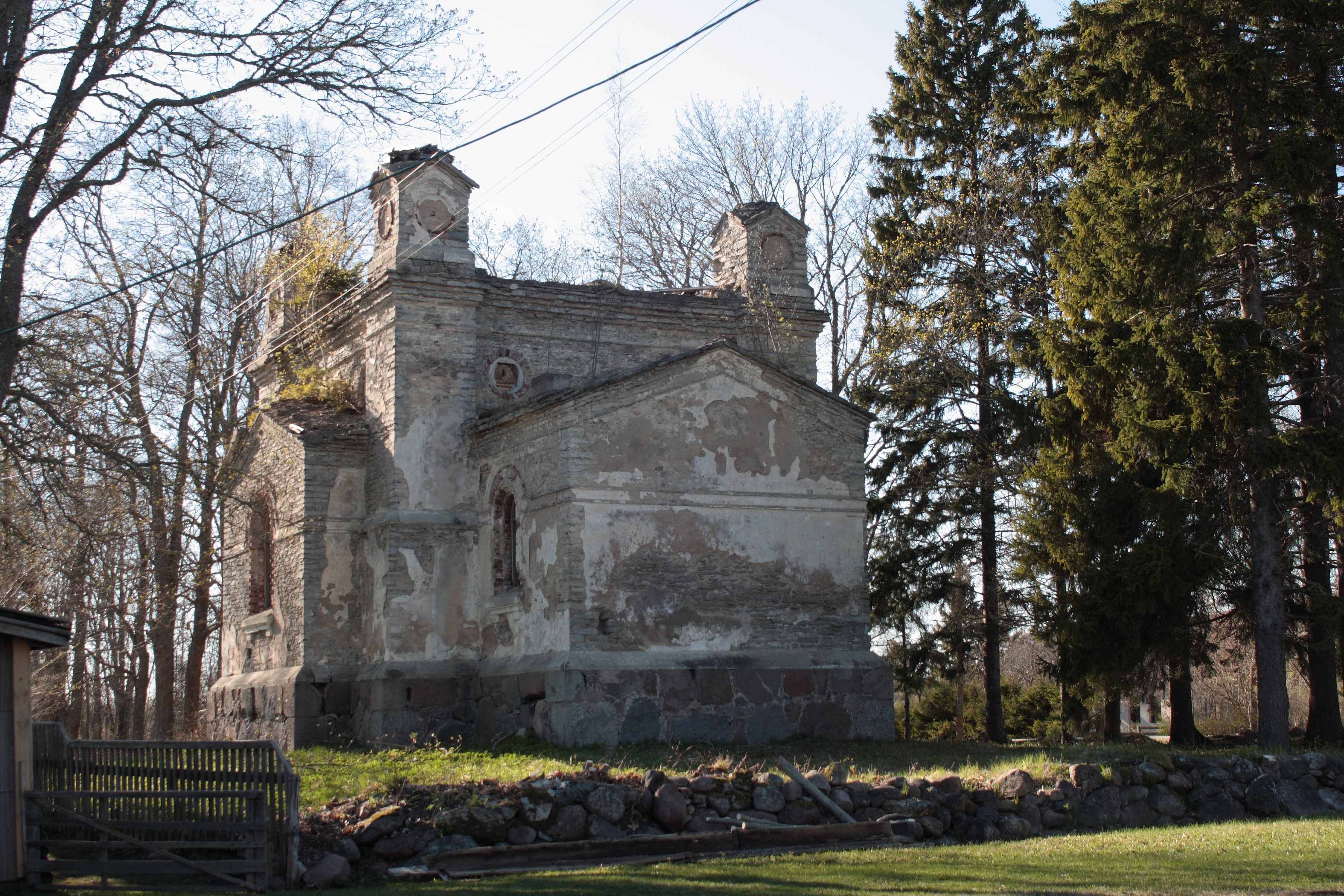
Kerk van de Geboorte van Christus
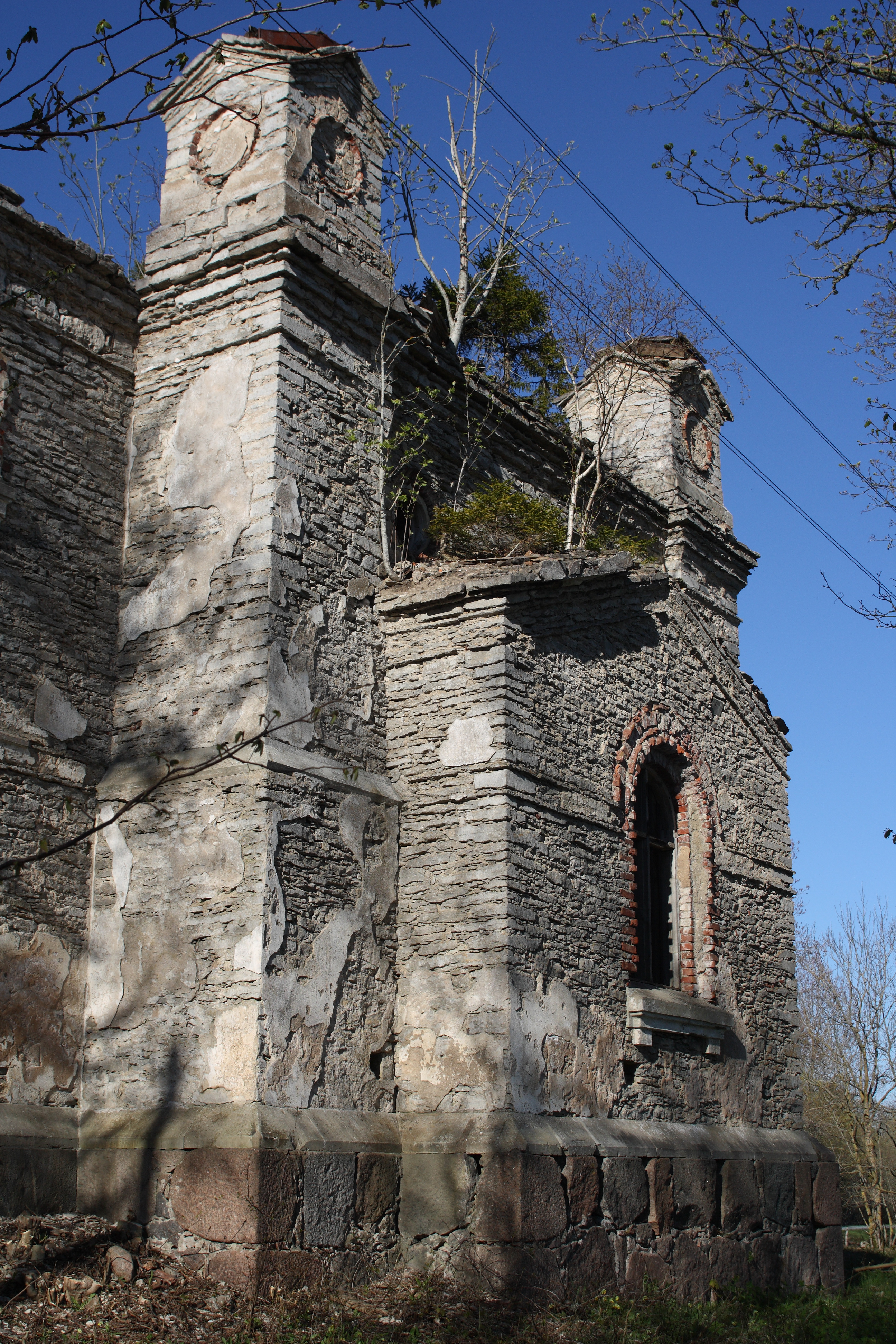
Kerk van de Geboorte van Christus
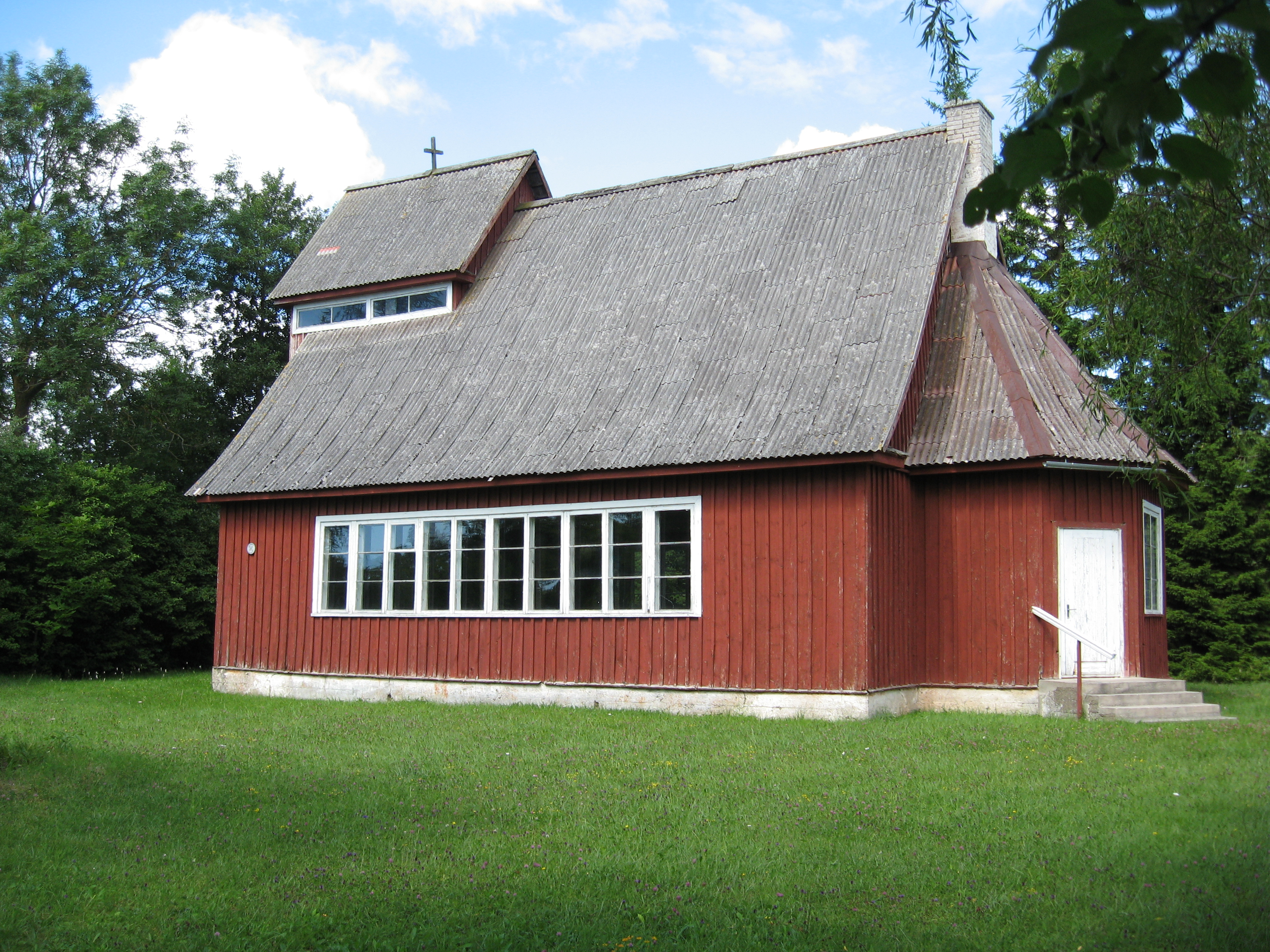
Luthers gebedshuis